# Moses Waiswa
Pour les articles homonymes, voir Waiswa.
Moses Waiswa est un footballeur ougandais né le 20 avril 1997 à Kampala. Il évolue au poste d'attaquant au Vipers SC.